# Elena Lashmanova
Elena Anatolievna Lashmanova (en russe : Елена Анатольевна Лашманова), née le 9 avril 1992 en Mordovie, est une athlète russe spécialiste de la marche athlétique.

## Biographie
Titrée sur 5 000 m marche lors des Championnats du monde cadets 2009, à Bressanone, elle remporte dès l'année suivante les Championnats du monde juniors dans l'épreuve du 10 000 m marche. Sur cette distance, elle établit un nouveau record du monde junior le 21 juillet 2011 à Tallinn en s'imposant lors des Championnats d'Europe juniors en 42 min 59 s 48.
En début de saison 2012, à Sotchi, Elena Lashmanova porte son record personnel du 20 km marche à 1 h 26 min 30 s. Elle participe en mai à la Coupe du monde de marche de Saransk et remporte l'épreuve du 20 km en 1 h 27 min 38 s, devançant notamment sa compatriote Olga Kaniskina, championne olympique et triple championne du monde en titre de la spécialité.
Le 11 août 2012, aux Jeux olympiques d'été de 2012, elle remporte l’épreuve du 20 km en 1 h 25 min 2 s (nouveau record du monde), devançant sa compatriote Olga Kaniskina qui sera ensuite disqualifiée.
Aux championnats du monde 2013, à Moscou, Elena Lashmanova domine à nouveau toutes ses adversaires et devient championne du monde du 20 km dans le temps de 1 h 27 min 8 s. Elle devance sur le podium sa compatriote Anisya Kirdyapkina (qui sera ensuite disqualifiée) et la Chinoise Liu Hong.

## Dopage
Le 22 juin 2014, Elena Lashmanova est suspendue deux ans par la Fédération russe d'athlétisme après avoir été contrôlée positive à l'Enduborol en janvier 2014 à Saransk. Elle est privée de compétition jusqu'au 25 février 2016. 
En mars 2022, l'AIU annonce que la marcheuse a de nouveau été suspendue  pour deux ans, à partir du 9 mars 2021, pour l’usage de substances interdites. Tout ses résultats, et donc ses titres olympiques et mondiaux, obtenus entre février 2012 et janvier 2014 lui sont retirés.

### Palmarès
| Date | Compétition                   | Lieu                        | Résultat | Épreuve             | Performance     |
| ---- | ----------------------------- | --------------------------- | -------- | ------------------- | --------------- |
| 2009 | Championnats du monde cadets  | Bressanone                  | 1re      | 5 000 m marche      | 22 min 55 s 95  |
| 2010 | Championnats du monde juniors | Moncton                     | 1re      | 10 000 m marche     | 44 min 11 s 90  |
| 2011 | Coupe d'Europe de marche      | Olhão                       | 1re      | 10 km marche junior |                 |
| 2011 | Championnats d'Europe juniors | Tallinn                     | 1re      | 10 000 m marche     | 42 min 59 s 48  |
| 2012 | Coupe du monde de marche      | Saransk                     | DSQ      | 20 km marche        | 1 h 27 min 38 s |
| 2012 | Jeux olympiques               | Londres                     | DSQ      | 20 km marche        | 1 h 25 min 2 s  |
| 2013 | Championnats du monde         | Moscou                      | DSQ      | 20 km marche        | 1 h 27 min 8 s  |
| 2013 | Challenge mondial de marche   | Challenge mondial de marche | DSQ      | 20 km marche        | 38 pts          |

### Records
| Épreuve | Épreuve         | Performance     | Lieu        | Date            |
| ------- | --------------- | --------------- | ----------- | --------------- |
| Route   | 10 km marche    | 43 min 10 s     | Olhão       | 21 mai 2011     |
| Route   | 20 km marche    | 1 h 23 min 39 s | Tcheboksary | 9 juin 2018     |
| Piste   | 5 000 m marche  | 21 min 29 s 30  | Penza       | 2 août 2009     |
| Piste   | 10 000 m marche | 42 min 59 s 48  | Tallinn     | 21 juillet 2011 |